# يوهان مايكل فيشر
يوهان مايكل فيشر (بالألمانية: Johann Michael Fischer)‏ (و. 1692 – 1766 م) هو مهندس معماري من ألمانيا. ولد في بوغلنغنفلد.
توفي في ميونخ.
ولد فيشر في بورغلينغنفيلد، أبر بالاتينات. وهو ممثل رئيسي للمهندسين المعماريين الباروك في جنوب ألمانيا. درس في بوهيميا وجمع العناصر البوهيمية مع تقاليد الباروك البافاري.

## أعمال بارزة
من أهم أعماله:
- St. Elisabeth
- St. Georg (Bogenhausen)
- Zwiefalten Abbey.